# Ictonychinae
Ictonychinae – podrodzina ssaków z rodziny łasicowatych (Mustelidae).

## Rozmieszczenie geograficzne
Podrodzina obejmuje gatunki występujące w Ameryce Południowej, Eurazji i Afryce.

## Podział systematyczny
Do podrodziny należą następujące dwa plemiona:
- Lyncodontini Pocock, 1922
- Ictonychini Pocock, 1922